# Ipocapnia
L'ipocapnia, chiamata anche acapnia, è uno stato di ridotta concentrazione di anidride carbonica nel sangue. L'ipocapnia è l'opposto dell'ipercapnia.

## Sintomi
Tra i sintomi vi sono la riduzione della frequenza del respiro, un calo di pressione arteriosa e un'accelerazione della frequenza cardiaca, un aumento delle riserve alcaline.

## Cause
Vi sono rare disfunzioni corporee che inducono alla riduzione della pressione dell'anidride carbonica. L'iperventilazione ansiosa (sindrome da iperventilazione) causa ipocapnia e può portare (passando per uno stadio fugace di ipercapnia) a uno stato di alcalosi respiratoria, ovvero a una diminuzione di anidride carbonica e un conseguente sbilanciamento verso l'alto del pH; in questi casi può risultare utile la respirazione dentro un sacchetto, sebbene studi recenti sconsiglino la pratica. Anche l'uso di farmaci salicilati e di progesterone, l'insufficienza epatica, l'embolia polmonare possono essere altri motivi scatenanti l'ipocapnia.
Altra causa può essere l'alcalosi respiratoria compensatoria con ipocapnia, perché l'organismo tenta di espellere, mediante l'emuntorio polmonare, acidi (ad es. acido carbonico H2CO3) sotto forma di CO2.

## Effetti
L'ipocapnia è normalmente ben tollerata. Nonostante questo l'ipocapnia produce alterazioni cerebrali (vasocostrizioni), disturbi visivi e ansietà.